# Ас (Бельгия)
Ас (нидерл. As) — город и коммуна в провинции Лимбург. На 1 января 2006 года численность населения составляет 7497 человек. Общая площадь составляет 22,07 км ², плотность населения — 340 чел. / км ².

## История
Коммуна была образована в результате объединения двух деревень: Ас и Нил-бэй-Ас. Деревни лежат вблизи рек Босбек и Демер. Близкое расположение населенных пунктов к воде сказалось и на названии: «ас» — это доисторическое название воды («АСКА»). Результаты археологических раскопок указывают на то, что в древние времена здесь располагались доисторические поселения. Территория была заселена в 500 году до н. э. во годы Римской империи. Это доказывают находки, обнаруженные на кладбище в поле между Генком и Асом . Римляне строили дороги от Тонгерен в Венло через Мюнстербилзен и Ас. Однако римляне не строили каких-либо поселений в этом районе, так как песчаные почвы не были достаточно плодородными. После падения Рима франки вторглись в район и обосновались в Асе. Кладбища Меровингов показывают, что деревня была важной в 500—700 годах. Христианство проникло в Ас в VIII веке, а первая церковь была построена на месте церкви Святой Адельгунды. Церковь впервые упоминается в письме, датированном 1108 годом, в котором Отберт, князь-епископ Льежа сообщил аббату Ролдуку о «доходе из церквей Римста, Генка и Геллика».

## Галерея

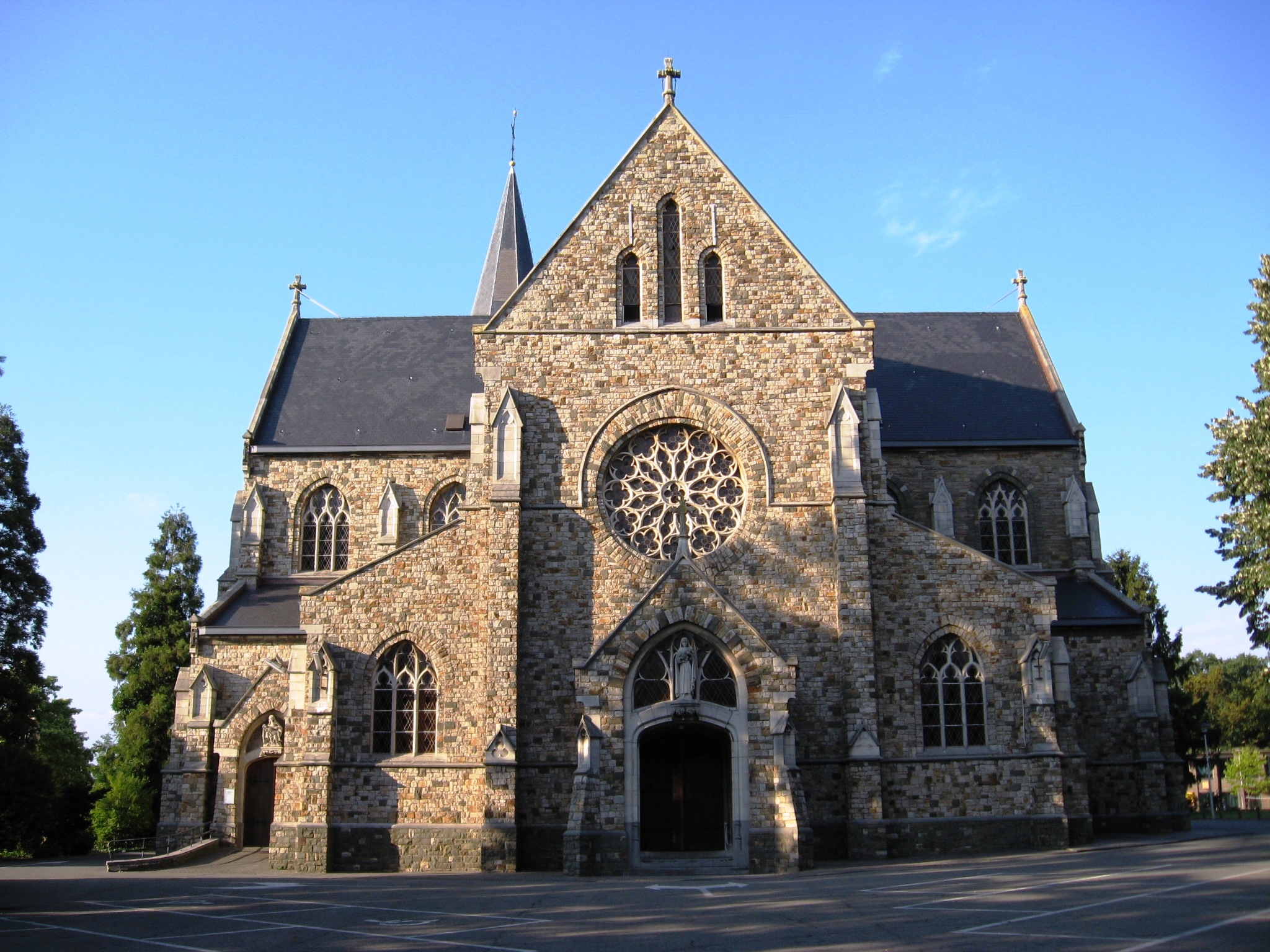
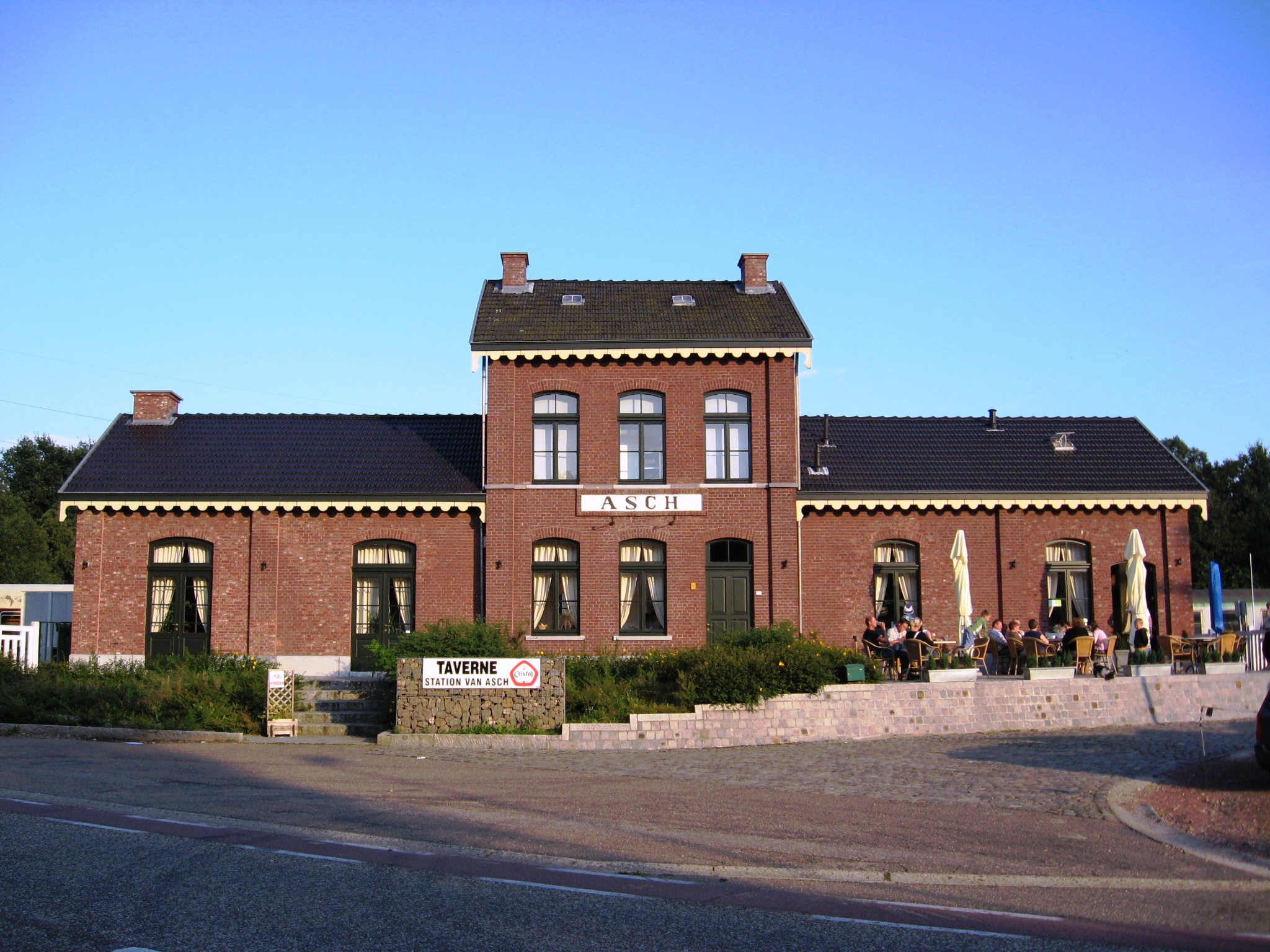
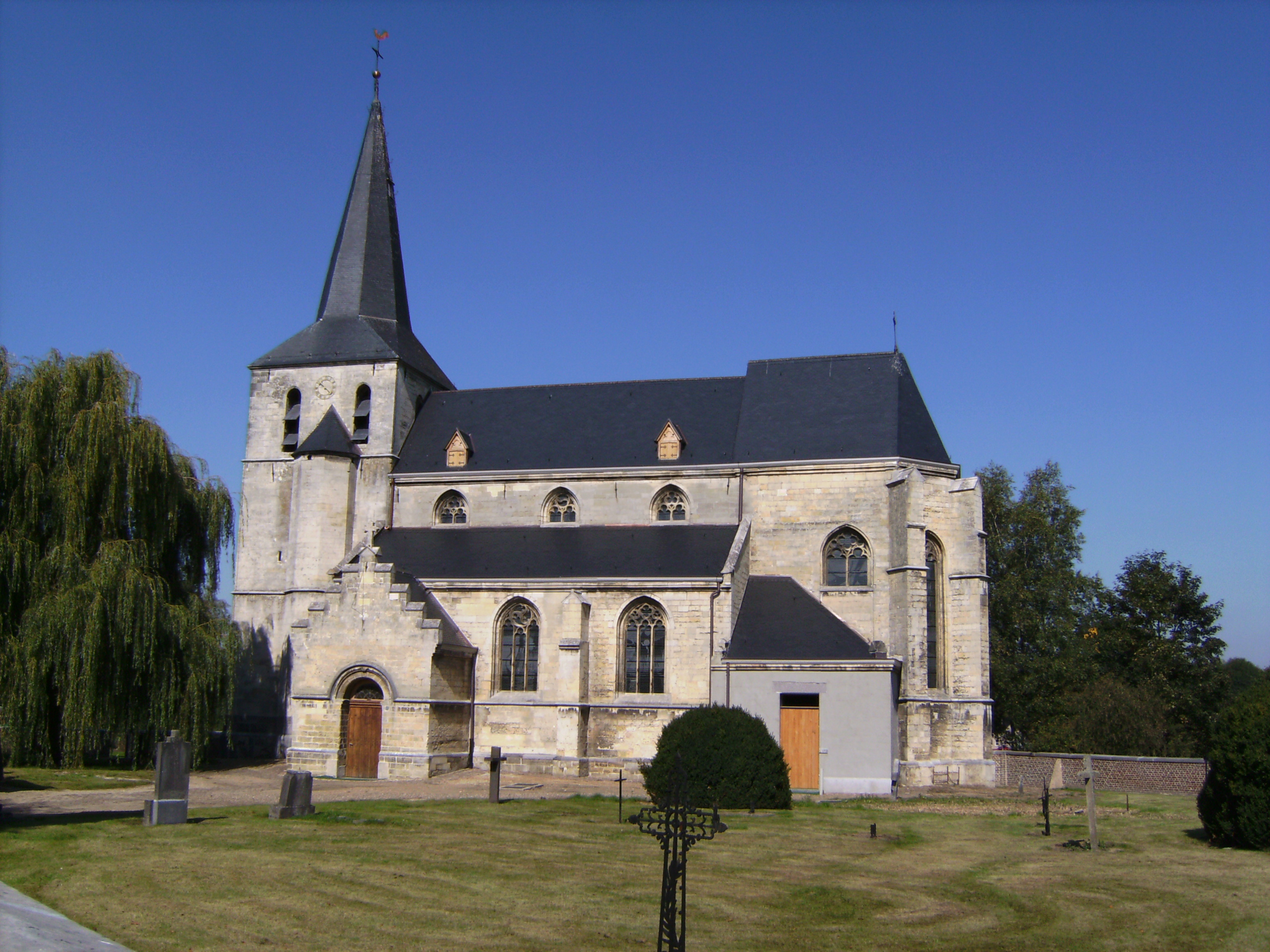

## Мэры
- 1873—1908: Ян-Матис Тойниссен
- 1909—1927: Якобс Янсен
- 1927—1933: Йозеф Вейтенс
- 1933—1935: Дезире Колемон
- 1935—1941: Луи Гувенер
- 1941—1944: Ян-Ломберт Декстерс
- 1944—1947: свободно
- 1947—1953: Хуберт Хугмартенс
- 1953—1965: Гисберт Мартин
- 1959—1971: Альберт Йориссен
- 1971—1977: Пьер Тилманс
- 1977—1983: Альберт Йориссен
- 1983—2006: Йонс Труйен
- 2007—н.в.: Мил Крегс